# Kościół Przemienienia Pańskiego w Lii
Kościół Zbawiciela (malt. Il-knisja tas-Salvatur, ang. Our Saviour's Church) lub bardziej formalnie Kościół parafialny Przemienienia Pańskiego (ang. The Parish Church of the Transfiguration of Jesus) – rzymskokatolicki barokowy kościół parafialny w wiosce Lija na Malcie.

## Historia
Parafia w Liji ustanowiona została 6 lutego 1594. Pierwszym kościołem parafialnym był stary kościół Christ the Saviour. Kamień węgielny pod aktualną świątynię położył 20 maja 1694 roku biskup Davide Cocco Palmieri; budowa została ukończona w roku 1700. Projektantem budowli był znany architekt Giovanni Barbara, urodzony w Liji, który zamiast zapłaty za projekt, poprosił, aby po śmierci jego ciało mogło spocząć w krypcie pod głównym ołtarzem kościoła. W roku 1709 dobudowane zostały dwie dzwonnice, a kolejne modernizacje przeprowadzono w roku 1780. Pełne ukończenie budowy nastąpiło w roku 1782, i świątynia została konsekrowana przez biskupa Vincenzo Labiniego 25 lipca 1782 roku.

## Architektura
Kościół zbudowany jest na planie krzyża łacińskiego. Fasada kościoła, zwrócona na wschód, jest podzielona na trzy segmenty z korynckimi pilastrami w wielkim porządku wzniesionymi na cokołach. W centralnym segmencie mieści się wejście główne w portalu z naczółkiem, a nad nim prostokątna  marmurowa tablica z inskrypcją, oraz bogato zdobione okno. Górna kondygnacja fasady kończy się dwoma dzwonnicami, z których każda mieści również zegar, oraz centralnym klasycznym trójkątnym frontonem, zwieńczonym krzyżem. Całość wznosi się ponad entablaturą, biegnącą dookoła budynku. Na tympanonie, w roku 1932 umieszczono, wykonane z brązu, popiersie Chrystusa z wyciągniętymi rękami, zamówione przez lokalnego budowniczego Carmelo Xerri’ego. Na skrzyżowaniu nawy i transeptu znajduje się kopuła na wysokim bębnie. Duże okna dobrze doświetlają nawę i transept kościoła.

## Wnętrze
Wnętrze kościoła wykonane jest w stylu toskańskim ze śladami stylu doryckiego.

Obraz tytularny przedstawia Przemienienie Jezusa na Górze Tabor i jest dziełem Mattia Pretiego, datowanym na rok 1698.

W kaplicy po lewej stronie znajdują się:
- obraz Madonna Różańcowa pędzla Alessio Erardiego z roku 1702;
- Anioł Stróż Francesco Zahry (1757)
- Matka Boża z Góry Karmel Giuseppe Hyzlera z połowy XIX wieku.

W prawej kaplicy prace:
- Krzyż Święty Giuseppe Caliego (1891);
- dwa obrazy Mattia Pretiego – Św. Łukasz i Św. Mateusz;
- Matka Boża Pocieszenia pędzla Giuseppe D’Areny.

W nawie głównej znajdziemy cztery ołtarze z obrazami: 
- św. Alfons Liguori – dzieło Lazzaro Pisaniego z 1877 roku. Na obrazie tym przedstawiona jest również św. Rozalia, dla przypomnienia, że kiedyś ten ołtarz był jej poświęcony;
- Madonna Giuseppe Calleji (poł. XIX w.);
- Niepokalane Poczęcie Giuseppe Caliego;
- Św. Piotra i św. Pawła Pustelnika z 1709 roku.

Freski w apsydzie kościoła wykonał w roku 1873 Ignazio Cortis. Przedstawiają one Boga Ojca w otoczeniu aniołów. Sklepienie kościoła oraz wnętrze kopuły ozdobił Giuseppe Cali.

## Ochrona dziedzictwa narodowego
27 sierpnia 2012 budynek kościoła umieszczony został na liście National Inventory of the Cultural Property of the Maltese Islands pod numerem 00807.